# Are You Happy?
《Are You Happy?》是嵐的第18張專輯，第15枚原創專輯，日本於2016年10月26日發行，台壓版於2016年11月18日發行。唱片公司為J Storm。

## 概要
- 與上一張原創專輯《Japonism》相距約1年。
- 收錄第47張單曲「愛的呼喊」、第48張單曲「復活LOVE」、第49張單曲「I seek/Daylight」，一共3首A面曲。
- 新曲「Don't You Get It」為此專輯主打曲目。
- 與前作相同，本作收錄了各成員的獨唱曲。
- 本作中，成員以「Happy」為概念，各自參與監製一首原創歌曲。
- 本作分「初回限定盤」和「通常盤」2種版本。初回限定盤收錄《Don't You Get It》的PV和MAKING，通常盤則收錄隱藏歌曲「TWO TO TANGO」一曲。
- 「初回限定盤」附贈歌詞寫真小冊子（80頁），「通常盤」附贈歌詞小冊子（36頁）。

## 收錄內容

### CD
1. DRIVE
（作词：Macoto56／作曲、编曲：Jeremy Hammond）
※under the supervision of Jun M.
2. I seek
（作詞：ASIL／作曲：AKJ & ASIL／編曲：石塚知生）
49th單曲。日本電視台水十連續劇《談戀愛世界難》主題曲。
3. Ups and Downs
（作詞：市川喜康／作曲:Joe Lawrence、Trevor Ingram／編曲：pieni tonttu）
4. 青春Boogie（青春ブギ）
（作詞：paddy／作曲：Soul-273／編曲：ha-j）
※under the supervision of Masaki A.
5. Sunshine
（作詞：kosuke、AKIRA／Rap詞：櫻井翔／作曲：Tommy Clint／編曲：石塚知生）
櫻井翔獨唱
6. 復活LOVE
（作詞：竹内まりや／作曲、編曲：山下達郎）
48th單曲。NTT Docomo dHits 廣告主題曲。
7. Amore
（作詞、作曲、編曲：eltvo）
相葉雅紀獨唱
8. Bad boy
（作詞、作曲、編曲：HARAJUKU KIDZ）
大野智獨唱
9. WONDER-LOVE
（作詞：KOU&／作曲、編曲：Erik Lidbom、Jon Hallgren）
※under the supervision of Kazunari N.
10. 日復一日（また今日と同じ明日が来る）
（作詞：二宮和也、Fox.i.e／作曲：Fox.i.e／編曲：Fox.i.e、A-bee）
二宮和也獨唱
11. Daylight
（作詞：stereograph／Rap詞：櫻井翔／作曲：Simon Janlov、wonder note／編曲：佐々木博史）
49th單曲。TBS電視台週日劇場《99.9 不可能的翻案》主題曲。
12. 愛的呼喊（愛を叫べ）
（作詞、作曲：100+／編曲：100+、佐々木博史）
47th單曲。Recruit Zexy 廣告主題曲。
13. Baby blue
（作詞、作曲：100+／編曲：佐々木博史）
松本潤獨唱
14. Miles away
（作詞：100+／作曲：R.P.P.／編曲：metropolitan digital clique）
※under the supervision of Satoshi O.
15. To my homies
（作詞：BASI／Rap詞：櫻井翔／作曲、編曲：韻シスト）
※under the supervision of Sho S.
16. Don't You Get It
（作詞：KOU&／作曲：Didrik Thott、Christian Fast、Henrik Nordenback／編曲：吉岡たく、佐々木博史）
主打歌曲。日立自動吸塵器「MiniMaru」廣告主題曲。
17. TWO TO TANGO　<Bonus Track>
（作詞：HARAJUKU KIDZ／Rap詞：櫻井翔／作曲：Kevin Charge、AndreasOberg、HARAJUKU KIDZ／編曲：metropolitan digital clique）

### DVD
1. 「Don't You Get It」PV+Making